# 東都四大道場
東都四大道場（とうとよんだいどうじょう）は、太平洋戦争前の東京にあって、当時の剣道界に大きな勢力を持っていた4つの道場。
- 修道学院（中西派一刀流）

高野佐三郎が開設。
- 有信館（神道無念流）

根岸信五郎が開設し、中山博道が継承。
- 皇道義会（北辰一刀流）

石井三郎（衆議院議員）が開設。
- 野間道場（流派なし）

野間清治（講談社創業者）が開設。